# Teodozjusz (Szapowałenko)
Teodozjusz, imię świeckie: Michaił Szapowałenko (ur. 20 sierpnia?/1 września 1811 w Jekaterynosławiu, zm. 4 lipca?/16 lipca 1873) – rosyjski biskup prawosławny pochodzenia ukraińskiego.

## Życiorys
Ukończył seminarium duchowne w Jekaterynosławiu i Kijowską Akademię Duchowną (1839). 3 maja 1839 złożył wieczyste śluby mnisze, 22 października tego samego roku został hierodiakonem, zaś 29 października - hieromnichem. W tym samym roku został wykładowcą seminarium duchownego w Połtawie. Od 1845 był inspektorem seminarium duchownego w Kijowie, następnie od 1848 rektorem Wołyńskiego Seminarium Duchownego w Krzemieńcu oraz przełożonym monasteru św. Jana Miłościwego w Zahajcach. Godność tę pełnił do 1853; rok wcześniej został przeniesiony na stanowisko rektora seminarium w Połtawie. W 1861 został rektorem seminarium duchownego w Woroneżu i przełożonym Akatowskiego Monasteru św. Aleksego.
1 września 1863 miała miejsce jego chirotonia na biskupa tambowskiego i szackiego. W eparchii tej zainicjował tradycję regularnych zjazdów duchowieństwa oraz założył szkołę żeńską w Tambowie. W 1873 został biskupem wołogodzkim i ustiuskim, w 1883 otrzymał godność arcybiskupa. Zmarł w tym samym roku w czasie objazdu eparchii. Pochowany w monasterze Spassko-Sumorińskim.